# Rio Funicel
O Rio Funicel é um rio da Romênia, afluente do Rio Coşeana, localizado no distrito de Vâlcea.